# Wie wär’s …?
Wie wär’s ...? war eine Kindersendung im Fernsehen der DDR.

## Sendung
In der Sendung, die sich hauptsächlich an Kinder und Jugendliche ab zehn Jahren richtete, wurden Tipps und Anregungen zum Basteln, Experimentieren und für künstlerische oder kreative Tätigkeiten vermittelt. Die einzelnen Folgen drehten sich meistens um ein übergeordnetes Thema, so gab es zum Beispiel Episoden unter dem Motto „Schiffsmodelle für Anfänger und Fortgeschrittene“, „Tipps für modische Bekleidung“ und „Anregungen und praktische Hinweise für Aquarianer“.
Die Ausstrahlung von Wie wär’s ...? erfolgte zunächst wöchentlich jeweils freitags am Nachmittag, ab 1982 lief die Sendung alle zwei Wochen dienstagnachmittags. Die letzte Folge wurde am 4. Dezember 1990 gezeigt.

## Bücher
Ausgewählte Bastelanleitungen und -anregungen aus der Sendung Wie wär’s ...? wurden vom Planet-Verlag Berlin 1986 in einem gleichnamigen Bastelbuch veröffentlicht. Ein weiteres Buch zur Sendung mit dem Titel Wie wär′s? Basteleien und Handarbeiten für die ganze Familie erschien 1989 im Verlag Junge Welt.